# میت سلسیل
۳۱°۱۰′۰۰″شمالی ۳۱°۴۸′۰۰″شرقی / ۳۱٫۱۶۶۶۶۷°شمالی ۳۱٫۸°شرقی
میا سلسیل نام شهر و شهرستانی در استان دقهلیه مصر است.

## منبع
مشارکت‌کنندگان ویکی‌پدیا. «قائمة بمراكز مصر». در دانشنامهٔ ویکی‌پدیای عربی، بازبینی‌شده در ۲۱ مارس ۲۰۰۷.